# Legendary Hearts
Albums de Lou Reed
The Blue Mask
(1982) Live in Italy
(1984)
Legendary Hearts est un album de Lou Reed sorti en 1983.

## Titres
Toutes les chansons sont de Lou Reed.

### Face 1
1. Legendary Hearts – 3:23
2. Don't Talk to Me About Work – 2:07
3. Make Up Mind – 2:48
4. Martial Law – 3:53
5. The Last Shot – 3:22
6. Turn Out the Light – 2:45

### Face 2
1. Pow Wow – 2:30
2. Betrayed – 3:10
3. Bottoming Out – 3:40
4. Home of the Brave – 6:49
5. Rooftop Garden – 3:04

## Musiciens
- Lou Reed : chant, guitare
- Robert Quine : guitare
- Fernando Saunders : basse
- Fred Maher : batterie